# 13479 Vet

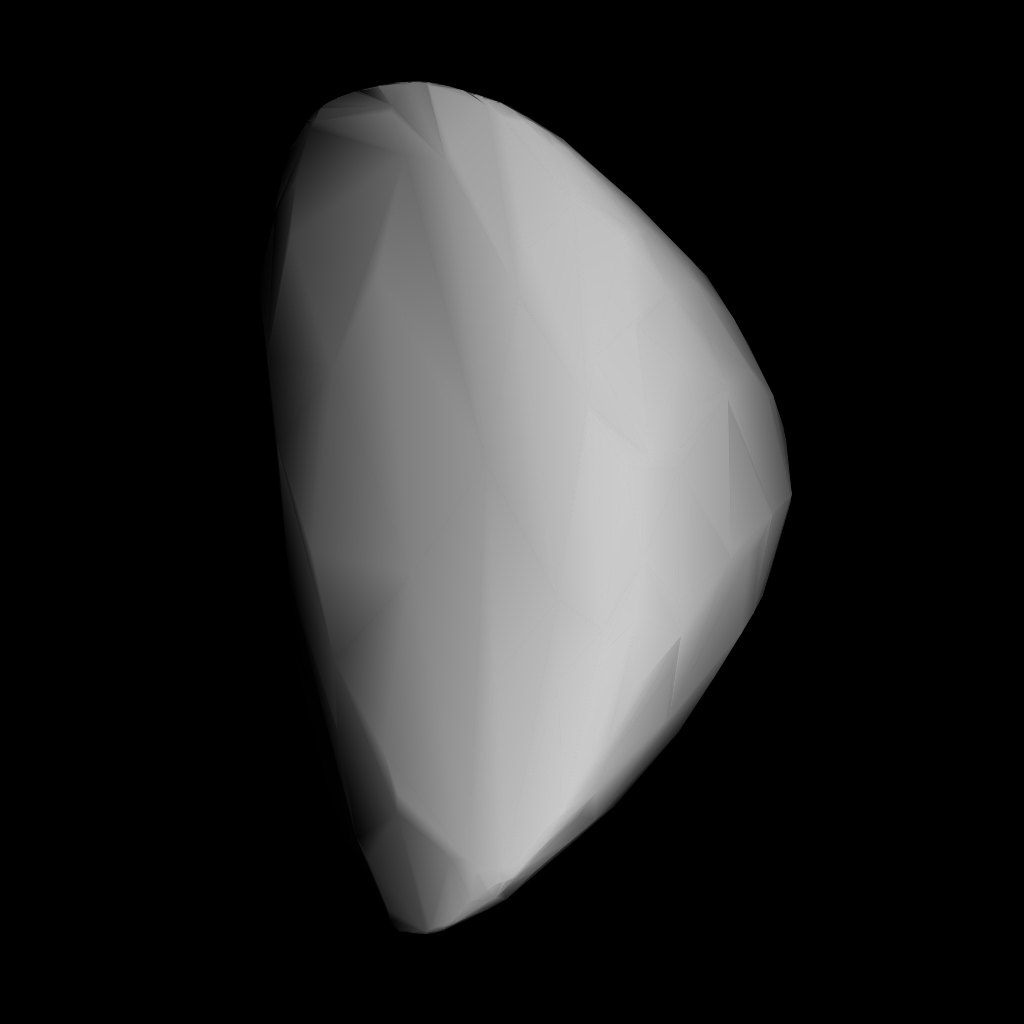
Immagine digitale di 13479 Vet

13479 Vet è un asteroide della fascia principale. Scoperto nel 1977, presenta un'orbita caratterizzata da un semiasse maggiore pari a 2,3068982 UA e da un'eccentricità di 0,1878997, inclinata di 6,97506° rispetto all'eclittica.